# Јиржетин под Буковом
Јиржетин под Буковом (чеш. Jiřetín pod Bukovou) је насељено мјесто са административним статусом сеоске општине (чеш. obec) у округу Јаблонец на Ниси, у Либеречком крају, Чешка Република.

## Становништво
Према подацима о броју становника из 2014. године насеље је имало 522 становника.